# Kahogo no Kahoko
Kahogo no Kahoko (過保護のカホコ?), nota anche con il titolo internazionale Overprotected Kanoho, è una serie televisiva giapponese del 2017 trasmessa su Nippon Television.

## Trama
La ventunenne Kahoko Nemoto è cresciuta in un ambiente "iperprotettivo", con sua madre Izumi che ha voluto fare sempre ogni cosa al posto suo; conseguenza di tutto questo è che la ragazza non sa come affrontare neanche le situazioni più elementari, e ha sviluppato un carattere particolarmente ingenuo. L'incontro con il coetaneo Hajime finisce però per cambiarla, dato che il ragazzo ha avuto una vita molto difficile ed esattamente all'opposto della sua.